# Cody Childs
Cody Childs (Poynette, 17 gennaio 1984) è un ex giocatore di football americano statunitense, che ha giocato come runningback.
Dopo aver giocato per la squadra universitaria statunitense degli Wisconsin–Stevens Point Pointers non ha proseguito al carriera nel football americano, ad eccezione della partecipazione al mondiale 2007 con la nazionale che ha vinto il titolo.

## Palmarès
- 1 Mondiale (2007)